# Auzay
Auzay és un municipi francès situat al departament de Vendée i a la regió de País del Loira. L'any 2007 tenia 584 habitants.

## Demografia

### Població
El 2007 la població de fet d'Auzay era de 584 persones. Hi havia 224 famílies de les quals 44 eren unipersonals (28 homes vivint sols i 16 dones vivint soles), 76 parelles sense fills, 100 parelles amb fills i 4 famílies monoparentals amb fills.
La població ha evolucionat segons el següent gràfic:
Habitants censats

### Habitatges
El 2007 hi havia 254 habitatges, 225 eren l'habitatge principal de la família, 21 eren segones residències i 8 estaven desocupats. 248 eren cases i 6 eren apartaments. Dels 225 habitatges principals, 179 estaven ocupats pels seus propietaris, 41 estaven llogats i ocupats pels llogaters i 5 estaven cedits a títol gratuït; 1 tenia una cambra, 5 en tenien dues, 30 en tenien tres, 56 en tenien quatre i 133 en tenien cinc o més. 203 habitatges disposaven pel capbaix d'una plaça de pàrquing. A 89 habitatges hi havia un automòbil i a 124 n'hi havia dos o més.

### Piràmide de població
La piràmide de població per edats i sexe el 2009 era:
| Homes | Edats   | Dones |
| ----- | ------- | ----- |
| 0     | 95 o +  | 0     |
| 0     | 90 a 94 | 4     |
| 0     | 85 a 89 | 0     |
| 4     | 80 a 84 | 4     |
| 4     | 75 a 79 | 8     |
| 20    | 70 a 74 | 4     |
| 12    | 65 a 69 | 12    |
| 32    | 60 a 64 | 16    |
| 4     | 55 a 59 | 16    |
| 28    | 50 a 54 | 20    |
| 16    | 45 a 49 | 32    |
| 16    | 40 a 44 | 12    |
| 24    | 35 a 39 | 24    |
| 12    | 30 a 34 | 12    |
| 20    | 25 a 29 | 16    |
| 20    | 20 a 24 | 8     |
| 20    | 15 a 19 | 24    |
| 4     | 10 a 14 | 20    |
| 28    | 5 a 9   | 16    |
| 12    | 0 a 4   | 16    |

## Economia
El 2007 la població en edat de treballar era de 351 persones, 272 eren actives i 79 eren inactives. De les 272 persones actives 253 estaven ocupades (141 homes i 112 dones) i 19 estaven aturades (6 homes i 13 dones). De les 79 persones inactives 35 estaven jubilades, 24 estaven estudiant i 20 estaven classificades com a «altres inactius».

### Ingressos
El 2009 a Auzay hi havia 241 unitats fiscals que integraven 636 persones, la mediana anual d'ingressos fiscals per persona era de 16.759 €.

### Activitats econòmiques
Dels 20 establiments que hi havia el 2007, 5 eren d'empreses de construcció, 3 d'empreses de comerç i reparació d'automòbils, 2 d'empreses d'hostatgeria i restauració, 9 d'empreses de serveis i 1 d'una empresa classificada com a «altres activitats de serveis».
Dels 6 establiments de servei als particulars que hi havia el 2009, 2 eren paletes, 2 fusteries, 1 electricista i 1 restaurant.
L'any 2000 a Auzay hi havia 22 explotacions agrícoles que ocupaven un total de 1.170 hectàrees.

## Equipaments sanitaris i escolars
El 2009 hi havia una escola elemental integrada dins d'un grup escolar amb les comunes properes formant una escola dispersa.

## Poblacions properes
El següent diagrama mostra les poblacions més properes.